# Strossengleis

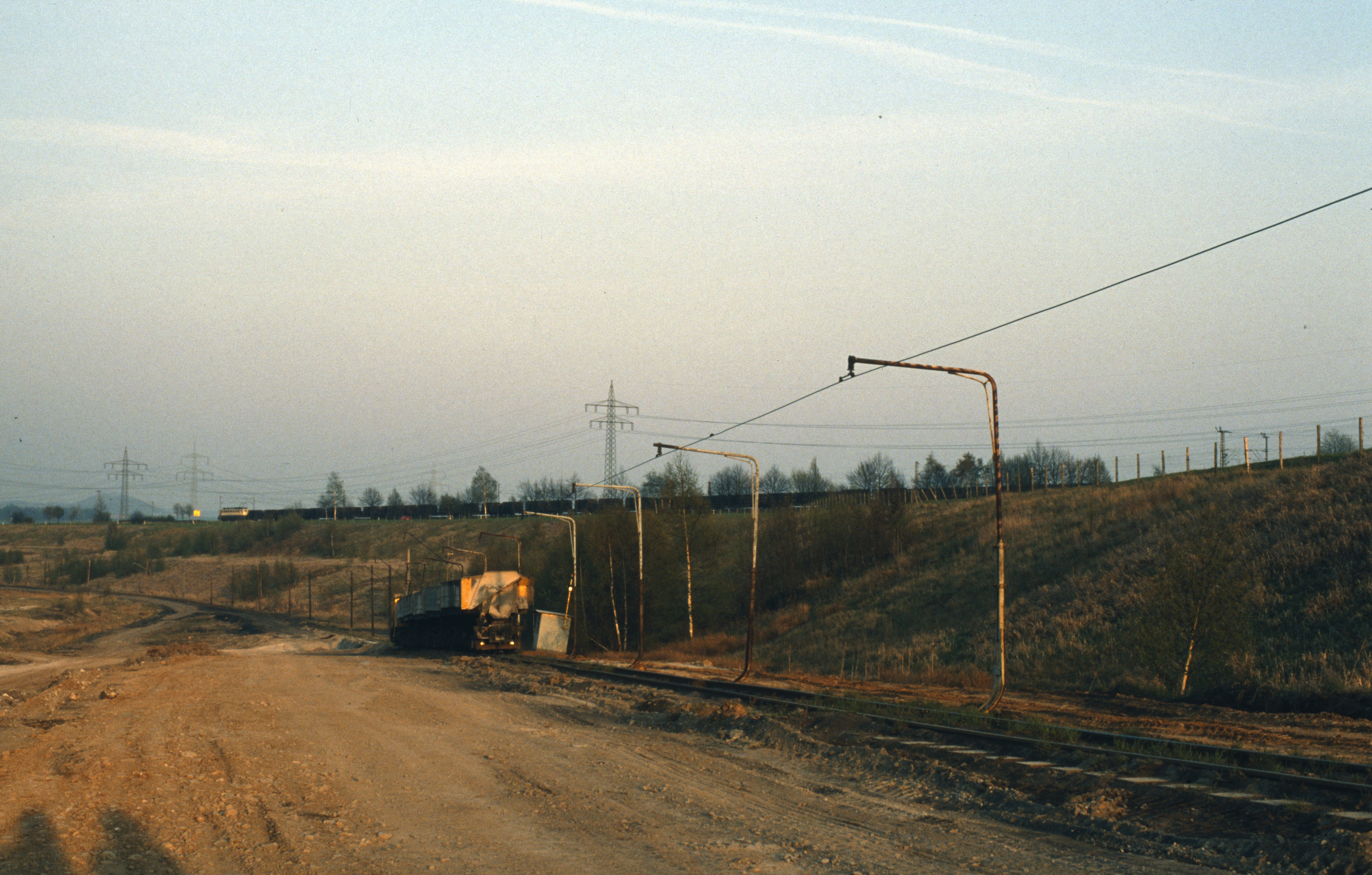
Strossengleis mit Schmalspurzug im Tagebau Gombeth

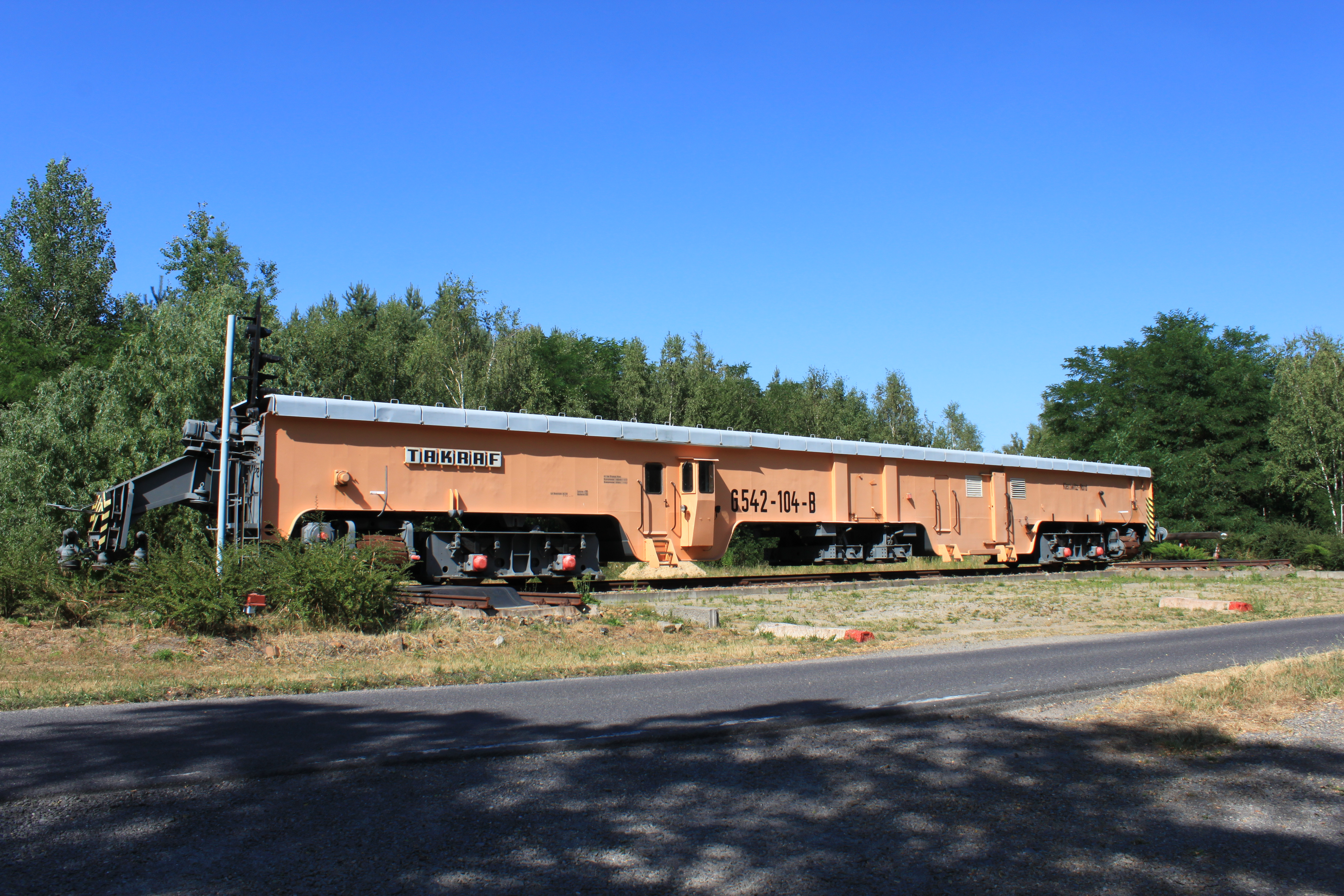
Dieselgleisrücker zum Verschwenken der Gleise

Ein Strossengleis ist ein rückbares Gleis, das besondere Anwendung in Tagebauen findet. Das Gleis ermöglicht den Zügen der Werksbahnen direkt über die Abbaufelder der Tagebaue zu fahren, um zum Beispiel Abraum oder Kohle von den Baggern aufzunehmen. Großgeräte wie Abraumförderbrücken und die zugehörigen Bagger laufen, wenn sie gleisgebunden sind, ebenfalls auf Strossengleisen. Wegen der Breite und Masse dieser Großgeräte sind dafür in der Regel mehrere Gleisroste nebeneinander erforderlich. Wegen des erforderlichen gleichen Abstandes mit nur geringen Toleranzen sind diese Gleisroste untereinander und häufig auch mit den Gleisen für die Förderung durch Kuppelstangen verbunden. Das Rücken der Gleise entsprechend dem Abbaufortschritt übernehmen spezielle Maschinen wie Gleisrückmaschinen, Gleisrücklokomotiven oder -raupen.
Schienen und Schwellen müssen bei rückbaren Gleisen gegeneinander beweglich verbunden werden. Die bei ortsfesten Gleisen üblichen Schienenbefestigungen wie Oberbau K und W sind nicht verwendbar. Üblich sind die Oberbauarten Nebelung und Rudert. Beim Einsatz von Elektrolokomotiven werden die Oberleitungsmasten am Gleisrost befestigt. An den Masten können neben der üblicherweise als Seitenfahrleitung ausgeführten Fahrleitung sicherungs- und fernmeldetechnische Kabel angebracht werden. Somit kann mit dem Gleisrücken die gesamte Bahnanlage verlegt werden. Die Stellwerke auf den Strossen befinden sich in speziellen, transportablen Stellwerkswagenkästen. Die Signale sind wie die Fahrleitungsmasten mit dem Gleisrost verbunden.
Sicherungstechnisch gibt es eine Besonderheit bei den Strossengleisen, denn durch die lose Lagerung der Gleise ist eine Gleisfreimeldung durch Gleisstromkreise nicht möglich. Deshalb wird oft eine spezielle Zugeinzählung verwendet, die an bestimmten Abschnitten der Gleisanlage die Ein- bzw. Auszählung ermöglicht. Diese Zugbetriebstechnologie auf der Baggerstrosse wurde bis zur Stilllegung nur noch im Tagebau Cottbus-Nord angewendet.